# Mancha estelar
Mancha estelar é o equivalente a mancha solar mas localizadas em outras estrelas.
Manchas de tamanho de manchas solares são muito difíceis de serem detectadas devido a seu tamanho ser muito pequeno para causar flutuações no brilhos de outras estrelas. Manchas solares são em geral muito maiores que aquelas sobre o Sol, e são observadas coberturas de até 30 % da superfície das estrelas, correspondendo a tamanhos 100 vezes maiores que aqueles sobre o Sol.
Mas as observações não podem ser comparadas diretamente ao comportamento do Sol, pois as estrelas observadas não são anãs amarelas como este, e sim, gigantes vermelhas como Betelgeuse ou Mira.